# Clans of Caledonia
Clans of Caledonia ist ein Brettspiel des deutschen Spieleautors Juma Al-JouJou, das 2017 nach einer erfolgreichen Kampagne auf Kickstarter bei dessen Verlag Karma Games erschien. Es handelt sich um ein Ressourcen-Management-Spiel, bei dem es um die Vorherrschaft verschiedener Clans in Schottland geht.
Das Spiel wurde 2017 auf Platz 2 beim Swiss Gamers Award und 2018 auf Platz 4 beim Deutschen Spielepreis gewählt. Zudem gewann das Spiel beim MinD-Spielepreis 2019 in der Kategorie komplexe Spiele und wurde beim Jogo do Ano sowie beim International Gamers Award nominiert. Es war zudem eines von vier Spielen, das bei der European Championship Boardgames gespielt wurden.

## Hintergrund und Spielmaterial
Thematisch ist Clans of Caledonia in Schottland angesiedelt, wo die Spieler versuchen, über die Produktion von Waren, den Export der produzierten Güter und durch ihre Ausbreitung in den Highlands ihren eigenen Clan zum erfolgreichsten Schottlands zu machen. Das Spiel verläuft über 5 Runden, wobei jede Runde in mehrere Phasen eingeteilt ist. Der Spieler, der am Ende die meisten Punkte bekommen hat, gewinnt das Spiel.
Das Spielmaterial besteht neben der Spieleanleitung aus:
- einem modularen Spielplan aus vier Teilen, der 16 Varianten ermöglicht,
- einem Markttableau,
- 6 transparente Preismarker für das Markttableau,
- einem Exporttableau,
- Spielsteine in je vier Spielfarben:
  - 16 Rinder,
  - 16 Schafe,
  - 16 Bäckereien,
  - 16 Käsereien,
  - 16 Äcker,
  - 16 Whisky-Destillerien
  - 32 Arbeiter,
  - 28 Händler,
- Wertungssteine in je vier Spielfarben:
  - vier Reihenfolgemarker
  - vier Schifffahrtsmarker
  - vier Siedlungssmarker
  - vier Ruhmmarker
- vier Exportkisten,
- vier Spielertableaus,
- neun Clanplättchen,
- 9 Starterplättchen,
- neun Hafenplättchen,
- 9 Wertungsplättchen,
- vier Ruhmplättchen,
- acht Technologieplättchen,
- 16 Hafenmarker,
- 70 Münzen (30 1er, 20 5er und 20 10er)
- Waren:
  - 14 Wolle,
  - 10 Milchkannen,
  - 10 Käse,
  - 10 Getreide,
  - 10 Brot,
  - 10 Whiskyfässer,
- 12 Warenplättchen,
- 50 Exportaufträge,
- drei Marker für Importwaren: Baumwolle, Tabak und Zuckerrohr,
- zwei Würfel (für das Solospiel)
- ein 1 MacDonald-Plättchen als Startspielermarker.

## Spielweise

### Spielvorbereitung
Zu Beginn des Spiels wird der Spielplan aus den vier Spielplanelementen zusammengesetzt, wodurch insgesamt 16 Varianten für die abgebildete Karte möglich sind. Von den gemischten Hafenplättchen werden vier an die Hafenbereiche der Spielplanecken angelegt. Das Markttableau wird ebenfalls in der Tischmitte platziert, die transparenten Preismarker kommen auf die eingekreisten Werte in der Mitte des Tableaus und legen so den Startwert der Waren (Wolle, Milch, Getreide, Brot, Käse und Whisky) fest. Als weiteres Element wird das Exporttableau neben dem Spielplan platziert. Aus den gemischten Wertungsplättchen werden 5 zufällig gezogen und an das Tableau angelegt. Die Exportaufträge werden gemischt und als verdeckter Nachziehstapel neben das Tableau gelegt, danach wird auf jeder Exportkiste auf dem Tableau jeweils einer der Aufträge aufgedeckt platziert. Die Marker für die drei Importgüter Tabak, Baumwolle und Zuckerrohr werden ebenfalls neben das Tableau gelegt.
Jeder Spieler bekommt ein Spielertableau und alle Spielsteine der von ihm gewählten Farbe. Diese Spielsteine werden entsprechend den Vorgaben auf das Tableau gelegt, auf die Wald- und Gebirgsfelder kommen jeweils vier Arbeiterfiguren (Holzfäller und Bergarbeiter) und auf die Händlerleiste fünf Würfel (Händler), zwei weitere Händler legen die Spieler neben das Tableau. Der Schifffahrtsmarker kommt auf das erste Feld der Schifffahrtsleiste und die beiden Technologieplättchen werden auf den entsprechenden Feldern unter die Arbeiter abgelegt. Zudem bekommt jeder Spieler vier Hafenmarker sowie eine Exportkiste, die neben das Tableau gelegt werden.
Der erste Startspieler wird ausgelost und alle anderen Spieler platzieren jeweils ihren Zugreihenfolgemarker auf der Zugreihenfolgenleiste auf dem Exporttableau. Zufällig werden Clanplättchen entsprechend der Spieleranzahl plus 1 gezogen und diesen jeweils ein Startplättchen zugeordnet. Die Paare werden in die Tischmitte gelegt und in Zugreihenfolge dürfen die Spieler jeweils eines der Paare auswählen, das übrig gebliebene Set wird aus dem Spiel genommen. Alle Spieler erhalten die auf dem Startplättchen angegebenen Waren und das Geld (Währung Pfund, £) als Startkapital. Anschließend setzen alle Spieler in der Spielreihenfolge erst jeweils einen Holzfäller auf ein Waldfeld oder einen Bergarbeiter auf ein Gebirgsfeld sowie danach nochmal entgegen der Reihenfolge eine zweite Figur auf das Spielfeld. Bei jedem platzierten Arbeiter sind die Kosten für das Platzieren zu bezahlen, die sich aus dem Typ des Arbeiters (Holzfäller 6 £ und Bergarbeiter 10 £) und dem Feld, auf dem dieser platziert wird (1 bis 6 £), ergeben.

### Spielablauf
Das Spiel verläuft über fünf Runden und innerhalb der einzelnen Runden werden jeweils vier Phasen gespielt, in denen die Spieler jeweils verschiedene Aktionen durchführen können. Der vor der ersten Runde bestimmte Startspieler bekommt den Startspielermarker und beginnt das Spiel. In der Vorbereitungsphase wird zu Beginn jeder Runde zuerst das Wertungsplättchen der vorherigen Runde umgedreht (entfällt in der ersten Runde) und gemäß der Spieleranzahl werden neue Exportaufträge auf leere Kisten des Exporttableaus gelegt. Alle Spieler nehmen ihre Händler, die sie in der Vorrunde auf das Markttableau gesetzt haben, zurück und legen sie neben ihr Markttableau ab.
Nach der Vorbereitungsphase folgt die Hauptphase des Spiels, die Aktionsphase. In dieser Phase dürfen die Spieler mit ihren Ressourcen mehrere Aktionen durchführen, wobei in Zugreihenfolge beginnend mit dem Startspieler jeder Spieler immer nur eine der folgenden acht Aktionen in beliebiger Reihenfolge und auch mehrfach durchführen kann. Diese Phase dauert an, bis alle Spieler gepasst haben und damit die Produktionsphase beginnt. Die möglichen Aktionen sind:
| #  | Ort                        | Aktion                 | Auswirkungen | benötigt                 |
| -- | -------------------------- | ---------------------- | --- | ------------------------ |
| 1. | Markttableau               | Handeln                | Mit Hilfe der Händler aus dem persönlichen Vorrat neben dem Spielertableau können die Spieler Waren kaufen oder verkaufen. Der aktive Spieler platziert hierfür so viele Händler ober- oder unterhalb der jeweiligen Handelsleiste, wie er Waren kaufen oder verkaufen möchte. Danach bezahlt oder bekommt er den angegebenen Preis und tauscht dafür die entsprechende Anzahl spezifischer Waren ein. Je nach Aktion steigen oder fallen die Preise um so viele Preisstufen, wie Waren gehandelt wurden. Die eingesetzten Händler verbleiben auf dem Markttableau bis zum Ende der Runde und in einer Runde dürfen niemals die gleichen Waren gekauft und verkauft werden. Pro Aktion darf zudem nur eine Ware gehandelt werden, weitere Warensorten können in späteren Aktionen gehandelt werden. | Händler; Geld oder Waren |
| 2. | Exporttableau              | Exportauftrag nehmen   | Um einen beliebigen Exportauftrag zu nehmen, bezahlt ein Spieler die für die Runde angegebenen Kosten und legt diesen auf die leere eigene Exportkiste. Jeder Spieler mit Ausnahme dem, der den Clan Buchanan gewählt hat, darf immer nur einen Exportauftrag besitzen und muss diesen erfüllen, um seine Kiste wieder zu leeren. Die Exportaufträge werden im Laufe des Spiels in jeder Runde um 5 £ teurer. | Geld, leere Exportkiste  |
| 3. | Spielplan                  | Expandieren            | Um zu expandieren setzt der Spieler eine der jeweils obersten Einheiten seines Spielertableaus auf ein Feld des Spielplans, dass einem eigenen Feld benachbart oder von diesem per Schifffahrt erreichbar ist. Als Einheiten gelten dabei beide Typen der Arbeiter (Holzfäller und Bergarbeiter), die Nutztiere (Schaf, Rind) sowie alle Produktionsstätten (Käserei, Bäckerei, Acker, Destillerie). Zum Platzieren werden die Kosten der Einheiten sowie die Kosten des Feldes bezahlt, auf dem diese platziert werden soll. Alle Nutztiere und Produktionsstätten dürfen nur auf Grasland platziert werden, die Bergarbeiter nur im Gebirge und die Holzfäller nur im Wald. Platziert ein Spieler eine eigene Einheit benachbart zu einer Produktionseinheit eines Mitspielers, darf er als Nachbarschaftsbonus sofort als zusätzliche Handelsaktion bis zu 3 (bei zwei Spielern 4) der Produktionseinheit entsprechende Waren zu einem um 2 bzw. 3 £ reduzierten Preis einkaufen. Für diesen Einkauf braucht der Spieler die entsprechende Anzahl Händler und die Preise werden nach der Aktion wie bei der Marktaktion üblich angehoben. Baut ein Spieler seine jeweils vierte Käserei, Bäckerei oder Destillerie und besitzt zugleich eine leere Exportkiste, darf er als Gebäudebonus drei Exportaufträge vom Nachziehstapel ziehen und von diesen einen oder keinen nehmen, wobei er den dafür fälligen Preis bezahlen muss. | Einheiten, Geld          |
| 4. | Spielertableau             | Schifffahrt verbessern | Zum Preis von 4 £ kann ein Spieler jeweils seine Schifffahrtoptionen um eine Stellung auf dem Spielertableau verbessern. Damit erweitert er die Zugoptionen beim Expandieren über Flüsse und Seen. | Geld                     |
| 5. | Spielertableau             | Technologie verbessern | Zum Preis von 10 £ kann ein Spieler jeweils die Technologien der Holzfäller und der Bergarbeiter verbessern, sodass sie in der Produktionsphase pro Zug und Arbeiter 2 £ mehr einbringen. |                          |
| 6. | Spielertableau             | Händler anwerben       | Zum Preis von 4 £ kann ein Spieler einen weiteren Händler von seinem Spielertableau anwerben und damit für Handelsaktionen verfügbar machen. | Geld                     |
| 7. | Exportkiste, Exporttableau | Exportauftrag erfüllen | Wenn ein Spieler alle benötigten Waren (inklusive Fleisch durch Schlachtung von Nutztieren auf dem Spielplan, die zurück auf das Spielertableau gestellt werden) eines in seiner Exportkiste befindlichen Exportauftrags besitzt, kann er diesen Exportauftrag erfüllen. Dafür gibt er die entsprechenden Waren ab und erhält den auf dem Auftrag angegebenen Gegenwert an Importwaren und Exportboni. Bekommt ein Spieler Importwaren (Tabak, Baumwolle, Zuckerrohr), wird der entsprechende Marker auf der Zählleiste des Exporttableaus um die erhaltene Menge nach vorn gezogen. Dabei kann der entsprechende Spieler einen Geldbonus erhalten, wenn der Marker die entsprechende Markierung überschreitet. Bekommt ein Spieler direkte Exportboni, werden diese entsprechend der Spielanleitung direkt eingelöst. | Waren                    |
| 8. | Exporttableau              | Passen                 | Kann oder möchte ein Spieler keine Aktion mehr durchführen, passt er und scheidet damit aus der laufenden Aktionsphase aus. Der Spieler platziert seinen Reihenfolgenmarker an die erste freie Position der Zugreihenfolgenleiste und erhält die angegebene Menge Geld direkt ausgezahlt. |                          |

Haben alle Spieler gepasst, beginnt die Produktionsphase, in der alle Spieler für alle ihre auf dem Spielplan befindlichen Einheiten Einkommen in Form von Geld oder Waren erhalten. Die Einkommen entsprechen denen, die auf dem Spielertableau für die entsprechenden Einheiten angegeben sind:
1. Holzfäller erwirtschaften jeweils 4 £, bei verbesserter Technologie 6 £
2. Bergarbeiter erwirtschaften jeweils 6 £, bei verbesserter Technologie 8 £
3. Schafe und Rinder produzieren jeweils einmal Wolle oder Milch, Äcker produzieren zweimal Getreide
4. Käsereien verarbeiten eine Einheit Milch zu einer Einheit Käse, Bäckereien verarbeiten eine Einheit Getreide zu einer Einheit Brot und Destillerien verarbeiten eine Einheit Getreide zu einer Einheit Whisky.

Zum Ende der Runde kommt es zur Wertungsphase, bei der der auf dem Wertungsplättchen für die laufende Runde angegebene Ruhmbonus vergeben und mit dem Ruhmmarker auf dem Exporttableau angezeigt wird.

### Spielende
Das Spiel endet nach 5 Spielrunden, die durch die fünf Wertungsplättchen vorgegeben werden. Danach erfolgt die Endabrechnung, wobei die Spieler für verschiedene Bereiche Punkte erhalten:
- Für jeden Schritt des Ruhmmarkers auf der Wertungsliste: 1 Siegpunkt
- Für jede Grundware (Milch, Getreide, Wolle): 1 Siegpunkt
- Für jede verarbeitete Ware (Käse, Brot, Whisky): 2 Siegpunkte
- Für je 10 £: 1 Siegpunkt
- Für jede Einheit Hopfen auf den erfüllten Aufträgen: 1 Siegpunkt
- Für Baumwolle, Tabak und Zuckerrohr auf den erfüllten Aufträgen bekommen die Spieler je nach relativer Menge (entsprechend Zählleiste) importierter Waren Siegpunkte. Das am häufigsten importierte Gut gibt es jeweils 3, für das zweithäufigste jeweils 4 und für das seltenste jeweils 5 Siegpunkte.
- Zusätzlich bekommt beim Spiel mit drei oder vier Spielern der Spieler mit den meisten erfüllten Exportaufträgen 12 Siegpunkte und der zweitplatzierte 6 Siegpunkte. Im Spiel mit nur zwei Spielern bekommt der Spieler mit den meisten erfüllten Exportaufträgen 8 Siegpunkte.
- Bei der Siedlungswertung erhält der Spieler mit den meisten per Schifffahrt verbundenen Siedlungen zusätzliche 18, der zweitplatzierte 12 und der drittplatzierte 6 Siegpunkte.

Gewinner des Spiels ist der Spieler mit den meisten Siegpunkten nach der Endabrechnung.

## Solospiel und Varianten
Neben dem Standardspiel werden in der Spielanleitung eine Solovariante sowie mehrere Varianten des Spiels beschrieben. In allen Fällen wird das Spiel entsprechend der Basisregeln gespielt und nur in Details modifiziert:
Solo-VarianteIn der Solo-Variante versucht der Spieler wie im Standardspiel möglichst viele Siegpunkte zu erreichen. Er reduziert zu Beginn den Spielplan um einige Randfelder, die auch im Spiel mit zwei Spielern nicht genutzt werden, sowie alle Felder mit dem Wert 1 £, auf die er zu Spielbeginn neutrale Figuren stellt. Modifiziert wird das Spiel durch eine zusätzliche Marktphase, bei der die Marktpreise durch zwei Marktwürfel zufällig verändert werden. Zudem werden einzelne Exportaufträge den Preiswürfel entfernt.
VereinfachungenVereinfachungen werden für Spielanfänger empfohlen. Dabei sollen Wertungs- und Hafenplättchen weggelassen werden und die Wertung der Importgüter wird vereinfacht.
Dichter SpielplanDurch ungenutzte Hafenplättchen werden bis zu vier Landfelder verdeckt.
Ohne ClanDas Weglassen der Clans führt zu gleichen Siegbedingungen ohne asymmetrische Vorteile der einzelnen Spieler
Clanauswahl per AuktionDie Clanauswahl kann auch per Auktion verhandelt werden, wobei die Spieler jeweils mit Siegpunkten auf die einzelnen Clans bieten, die bei einer erfolgreichen Aktion als negative Siegpunkte des Spielers verzeichnet werden.

## Ausgaben und Rezeption
Clans of Caledonia wurde von Juma Al-JouJou entwickelt. Er stellte es 2016 beim Göttinger Spieleautorentreffen 2016 vor und reichte es beim Hippodice-Spieleautorenwettbewerb 2017 ein. Am 25. April 2017 startete er eine Kickstarter-Kampagne für das Spiel mit einem Zielbetrag von 29.000 Euro, die in ihrer Laufzeit bis zum 18. Mai 2017 von fast 6.500 Unterstützern mit fast 400.000 Euro unterstützt wurde. Zur Realisierung arbeitete Al-JouJou mit dem bekannten Spieleillustratoren Klemens Franz zusammen. Das Spiel erschien offiziell zu den Internationalen Spieletagen 2017 in Essen bei Al-JouJous Verlag Karma Games und war dort innerhalb kurzer Zeit ausverkauft. Im gleichen Jahr wurde das Spiel beim Swiss Gamers Award 2017 auf Platz 2 der beliebtesten Spiele gewählt. 2018 wurde Clans of Caledonia auf den vierten Platz des Deutschen Spielepreises gewählt, zudem wurde es für den MinD-Spielepreis und den portugiesischen Jogo do Ano nominiert.
Neben der Ausgabe auf Deutsch und Englisch bei Karma Games wurde Clans of Caledonia als Lizenzausgabe international veröffentlicht. 2017 erschien es auf Spanisch bei Gen-X Games, auf Portugiesisch bei Meeple BR Jogos. 2018 folgten Ausgaben auf Russisch bei Crowd Games, auf Polnisch bei Czacha Games, auf Koreanisch bei BoardM Factory, auf Japanisch bei Ten Days Games, auf Italienisch bei Red Glove und auf Französisch bei PixieGames.

## Belege
1. 1 2 3 4 5 6 7 8 9 10  
Offizielle Spielregeln für Clans of Caedonia; abgerufen am 6. Dezember 2018.
2. ↑  
Clans of Caledonia: A Game about Whisky, Trade, and Glory. Kampagne auf kickstarter; abgerufen am 6. Dezember 2018.
3. ↑  Preisträger (Memento des Originals vom 3. November 2020 im Internet Archive)  Info: Der Archivlink wurde automatisch eingesetzt und noch nicht geprüft. Bitte prüfe Original- und Archivlink gemäß Anleitung und entferne dann diesen Hinweis. des Deutschen Spielepreises; abgerufen am 6. Dezember 2018.
4. ↑  
Die Nominierungsliste für den MinD-Spielepreis (Kategorie: komplexe Spiele); abgerufen am 6. Dezember 2018.
5. ↑  
Versionen von Clans of Caledonia in der Datenbank BoardGameGeek; abgerufen am 6. Dezember 2018.